# Indigofera flabellata
Indigofera flabellata är en ärtväxtart som beskrevs av William Henry Harvey. Indigofera flabellata ingår i släktet indigosläktet, och familjen ärtväxter. Inga underarter finns listade i Catalogue of Life.